# NGC 5291/2
NGC 5291/2 је спирална галаксија у сазвежђу Кентаур која се налази на NGC листи објеката дубоког неба.
Деклинација објекта је - 30° 25' 2" а ректасцензија 13h 47m 23,1s. Привидна величина (магнитуда) објекта NGC 5291 износи 14,7 а фотографска магнитуда 15,5. NGC 52912 је још познат и под ознакама MCG -5-33-5, AM 1344-301, PGC 48894.